# Mechanisierung
Unter Mechanisierung versteht man in der Industrie die Unterstützung der menschlichen Arbeitskraft durch den Einsatz von Maschinen und technischen Produktionsanlagen über den einfachen Werkzeuggebrauch hinaus.

## Allgemeines
Der zugehörige Arbeitsgang oder Produktionsprozess wird nach wie vor ganzheitlich vom Menschen geleistet. Bei der Automatisierung wird dagegen der Prozess vollständig von der Technik übernommen (einschließlich der Prozesssteuerung), und der Mensch hat nur noch überwachende Aufgaben.
Die Mechanisierung wird als Zwischenstufe zur Maschinisierung betrachtet, bei der neben der Arbeitsbewegung auch das Werkzeug von der Maschine geführt wird. Im übertragenen Sinne wird mit dem Begriff die Einführung von technischen Hilfsmitteln und Maschinen in ganzen Produktionsbereichen und Branchen beschrieben.

## Begriffsverwendung im modernen Ingenieurwesen
Im Gegensatz zur Automatisierung übernimmt der Mensch auch bei mechanisierten Abläufen nach wie vor das Regeln, Steuern und Überwachen der Prozesse. Die Automatisierungstechnik besteht daher neben der Steuerungstechnik und der Regelungstechnik auch aus Messtechnik.
Etwa eine maschinell angetriebene Töpferscheibe wird als Mechanisierung, aber nicht als Maschinisierung betrachtet. Die Werkzeuge werden beim Töpfern nach wie vor vom Menschen geführt. Die Teilautomatisierung wird ebenso in der Literatur erwähnt, bei der Werkstück- und Werkzeugwechsel sowie der Weitertransport der Werkstücke durch die Maschinen geschieht. Die Tätigkeiten der Kontrolle und Überwachung (im Sprachgebrauch der Betriebswirtschaftslehre) bzw. Regeln und Steuern (technischer Sprachgebrauch) verbleiben jedoch beim Menschen. Erst in der Vollautomatisierung werden auch diese Tätigkeiten den Maschinen übertragen. Die Mechanisierung hat auch Auswirkungen auf die verwendeten Fertigungsverfahren, da sich manche Verfahren nicht, schwer oder nur teilweise mechanisieren lassen. Bei anderen Verfahren, insbesondere solchen, die sehr hohe Bearbeitungskräfte oder -geschwindigkeiten erfordern wie beim Reibschweißen, ist die Mechanisierung dagegen eine Voraussetzung, um sie anwenden zu können.

### Beispiel Töpferscheibe

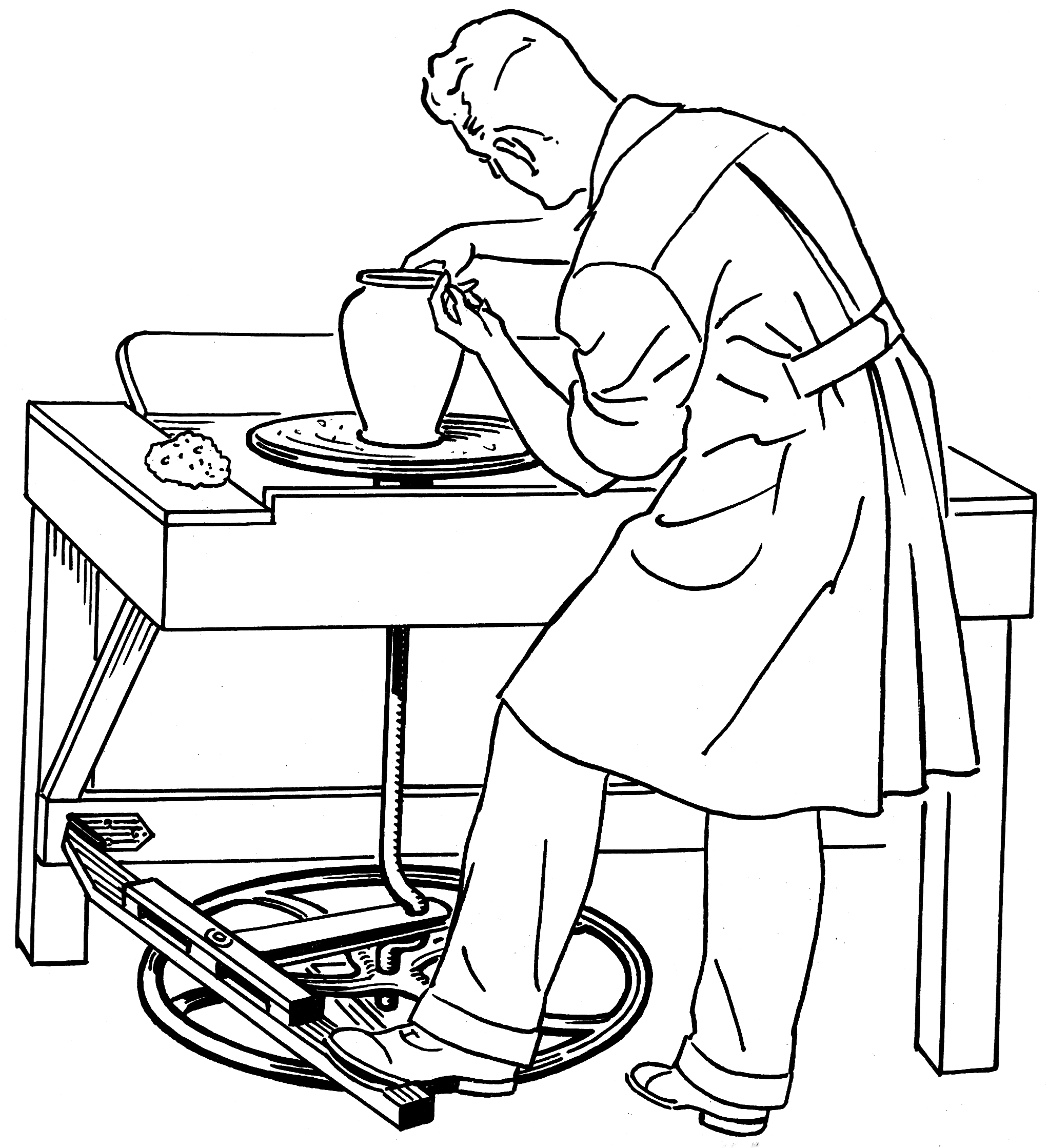
Schnelldrehende Töpferscheibe

Die seit dem Altertum bekannten Töpferscheiben erlauben zunächst eine Trennung von Antrieb (per Fuß) und Formgebung (per Hand). Die zu leistende mechanische Arbeit wird verteilt und erleichtert. Eine Töpferscheibe mit Pedalantrieb reduziert zudem den Koordinationsaufwand gegenüber einem Trittrad. Der Bau einer Töpferscheibe setzt zudem eine Reihe von Maschinenelementen (Schwungrad, Welle, Nabe, Wippe) und deren geeignete konstruktive Verwendung in Verbindung mit unterschiedlichen Werkstoffen voraus. Erst eine weitere Stufe der Mechanisierung setzt eine weitere externe Antriebsform ein, wie dies heute mit (regelbaren) Elektroantrieben geschieht. Die Zulieferung des Rohmaterials, die Erstellung von Halbzeugen wie die Weiterverarbeitung der Grünlinge (Glasur, Brennofen) wie die zugehörigen Transporte kann nun ebenfalls mechanisiert werden.

### Beispiel Schweißverfahren
| [ 6 ]                              | Brenner-/Werkstückbewegung | Zusatzvorschub | Werkstückhandhabung |
| ---------------------------------- | -------------------------- | -------------- | ------------------- |
| Handschweißen/ manuelles Schweißen | manuell                    | manuell        | manuell             |
| Teilmechanisch                     | manuell                    | mechanisch     | manuell             |
| Vollmechanisch                     | mechanisch                 | mechanisch     | manuell             |
| Automatisch                        | mechanisch                 | mechanisch     | mechanisch          |

## Rolle in der Technikgeschichte
Erste Anfänge der Mechanisierung im heutigen Sinne finden sich bei den spätantiken Schöpfrädern, die zur Bewässerung in Ägypten und im römischen Reich genutzt wurden. Darauf aufbauend, nutzte man Wasserräder, um Arbeit zu verrichten. Aus verschiedenen, teilweise umstrittenen Gründen wurden die  durchaus vorhandenen Ansätze zur Mechanisierung nur langsam weiter verfolgt. Der verbreitete Einsatz von Sklavenarbeit in der Antike wird oft dafür verantwortlich gemacht. Töpferwaren wie die terra sigillata wurden teilweise schon in großen Werkstätten für den überregionalen Bedarf hergestellt, die Landwirtschaft auf Großgütern erheblich verbessert. Es fehlten aber viele, auch geistige Voraussetzungen. Die römischen Ingenieure etwa hatten durchaus profunde Fähigkeiten im Wasserbau, nutzten aber etwa das Prinzip der kommunizierenden Röhren nicht überregional.

Auch die Geschichte der Automaten kann nicht durchgehend auf antike Anfänge zurückgeführt werden. Dort waren Automaten wie angesprochen, zwar schon länger bekannt gewesen, etwa beim Mechanismus von Antikythera. Erst im 18. Jahrhundert kam es zu einer regelrechten Hochzeit der Automaten, die gelegentlich, wie der Schachtürke, bereits eine aufwendige Mechanik hatten, eine vollständige Automatisierung aber nur vortäuschten. Die gemeinsame Anwendung von Steuerung wie Mechanisierung etwa bei mechanischen Spielzeugen, Musikinstrumenten, der Waffenherstellung und bei Webstühlen und Spinnmaschinen setzte eine Kombination der verschiedenen Ansätze und zugehörige Wissensbestände und Fähigkeiten, einen systemischen Ansatz voraus. 

Stammholzriese in Nordtirol

 Die Technikgeschichte zeigt nun eine ganze Reihe von Brüchen und Ursachen für Weiterentwicklungen wie Stillstand der Mechanisierung auf. Unter anderem das Dresdener Institut für Technikgeschichte beschäftigt sich mit dem Thema, ein Hamburger Pionier war Ulrich Troitzsch. Ein wichtiger neuer Ansatz ist dabei, technisch-organisatorische Neuerungen nicht als Ausgangspunkt, sondern als Produkt sozialer Tätigkeit zu fassen und zu deuten.
Im 18. Jahrhundert findet mit Vaucanson der Übergang vom „Wunderbaren“ zum „Nützlichen“ statt. Die feinmechanische Kunstfertigkeit der teilweise skurrilen Konstruktionen Vaucansons war sehr öffentlichkeitswirksam. Sie und ihre Nachfolger wurden noch im 19. Jahrhundert als Luxusartikel zur Unterhaltung eines (zahlenden) Publikums erstellt und ebenso etwa bei Jean Pauls Maschinenkönig in der Literatur populär gemacht. Die technischen Elemente wie Stifte, Kettenglieder, Zahnradgetriebe und Übersetzungen, der erste biegsame Gummischlauch wie die Kinematik der Gesamtkonstruktion an sich schufen wichtige Grundlagen. Sie nahmen spätere Ansätze und zentrale Problemstellungen zur Mechanisierung wie Automatisierung von Fertigungsprozessen vorweg.

## Mittelalter bis zur Renaissance

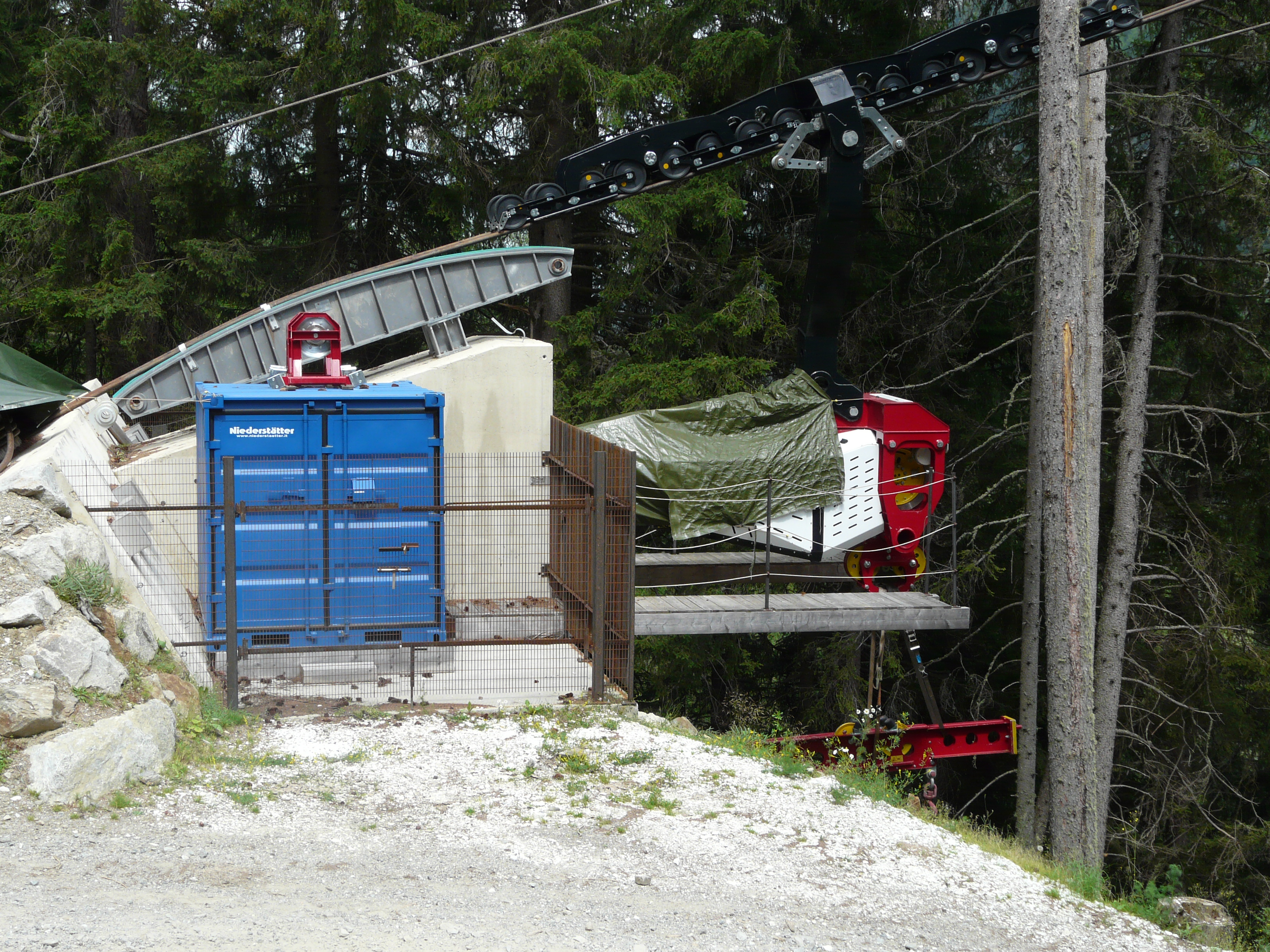
Seilkran im Umfeld der historischen Laaser Marmorbahn

Im frühen Mittelalter wurden in ganz Europa bereits zahlreiche Wassermühlen gebaut. Diese wurden zum Mahlen von Getreide wie zum Pumpen von Wasser eingesetzt. Göpel, die selbst von Tieren oder Menschen oder mit Wasserkraft angetrieben wurden, betrieben und unterstützten andere Produktionsprozesse und lösten Hebe- und Transportprobleme. Ab dem 11. Jahrhundert kamen Windmühlen dazu. Ab dem Hochmittelalter nutzte man die verschiedenen Mühlen auch, um Schmiedehämmer anzutreiben, man entwickelte Wasserkünste zur Entwässerung von Bergwerken und verwandte Antriebe zum Walken und Stampfen in der Textilherstellung oder um Blasebälge in Schmieden anzutreiben.
Die frühe Forstwirtschaft wie die europaweit über Wasserstraßen vernetzte Flößerei nutzte unter anderem komplexe Infrastrukturen, Wasserschwemmanlagen bzw. die sogenannten Riesen. Genutzt wurden Wasserkraft wie das Eigengewicht der Stämme zum Holzrücken, dem Transport von großen Holzmengen aus schwer zugänglichem Gelände. Im Steinbruchbereich war gelegentlich die Lizzatura, der Steintransport auf Rutsch- und Gleitbahnen verbreitet.
Diese frühen Ansätze wurden später weiter mechanisiert und bis in die Gegenwart mit Seilanlagen oder Rückefahrzeugen ersetzt.

### Planung von Mechanisierung

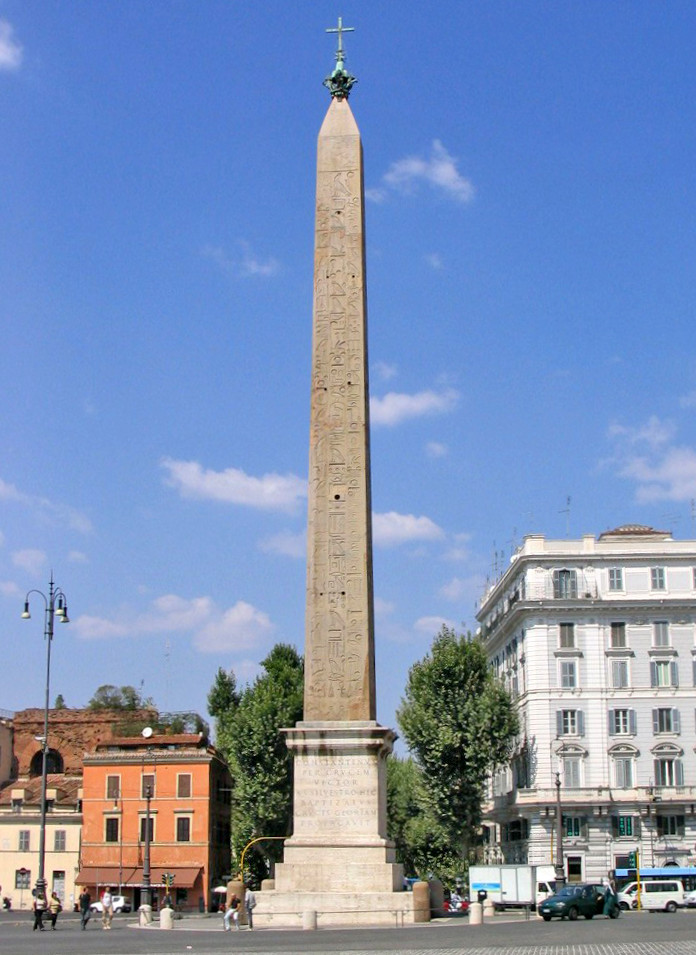
Der Lateranobelisk

Eine wesentliche Voraussetzung für die Verbreitung technischen Wissens war der Buchdruck. Dieser hatte im 15. Jahrhundert selbst auf einfache mechanisierte Verfahren wie die Weinpresse zurückgegriffen.
Trotz des Interesses der Mühlenbauer an einer gleichförmigen Kraftübertragung blieb die Konstruktion von Zahnrädern bis ins 16. Jahrhundert vergleichsweise primitiv. Es bedurfte der Entwicklung von geeigneten Fertigungsverfahren und Werkstoffen die die Umsetzung von geplanten Rollkurven in die Praxis erst ermöglichten. Der Einsatz optischer Hilfsmittel ermöglichte verbesserte technische Zeichnungen, Planung und Modellierung. Die Camera Obscura und die damit verbundenen Perspektive war schon im Hochmittelalter aufgekommen, unter anderem durch arabische Vorbilder wie Alhazen. Die europäische Nutzung für Kunstwerke ging wissenschaftlichen Denken und technischen Anwendungen voraus.
Die Herausbildung eines technischen Denkstils, eines rationalen Entwerfens und Planens war eng mit der europäischen Renaissance verbunden. Die Versetzung des Lateranischen Obelisken 1586 etwa war ein technisches Großereignis der damaligen Zeit. Domenico Fontana plante das Versetzen des 25 Meter hohen und 320 Tonnen schweren Monolithen en detail. Dem Projekt war ein regelrechter Wettbewerb mit verschiedensten Plänen, Entwürfen und Modellen vorausgegangen. Fontana erhielt den Zuschlag und ermittelte im Voraus das zu bewegende Gewicht wie den Aufwand für Personal und Hilfsmittel, Zugtiere, Gerüste und Anzahl und Dimensionen der notwendigen Haspeln und Hebezeuge. Die Beschreibung des Vorhabens, 1590 erschien ein reich bebildertes Buch dazu, hat selbst die Ausbreitung des zugehörigen technischen Wissens gefördert.

## Industrialisierung

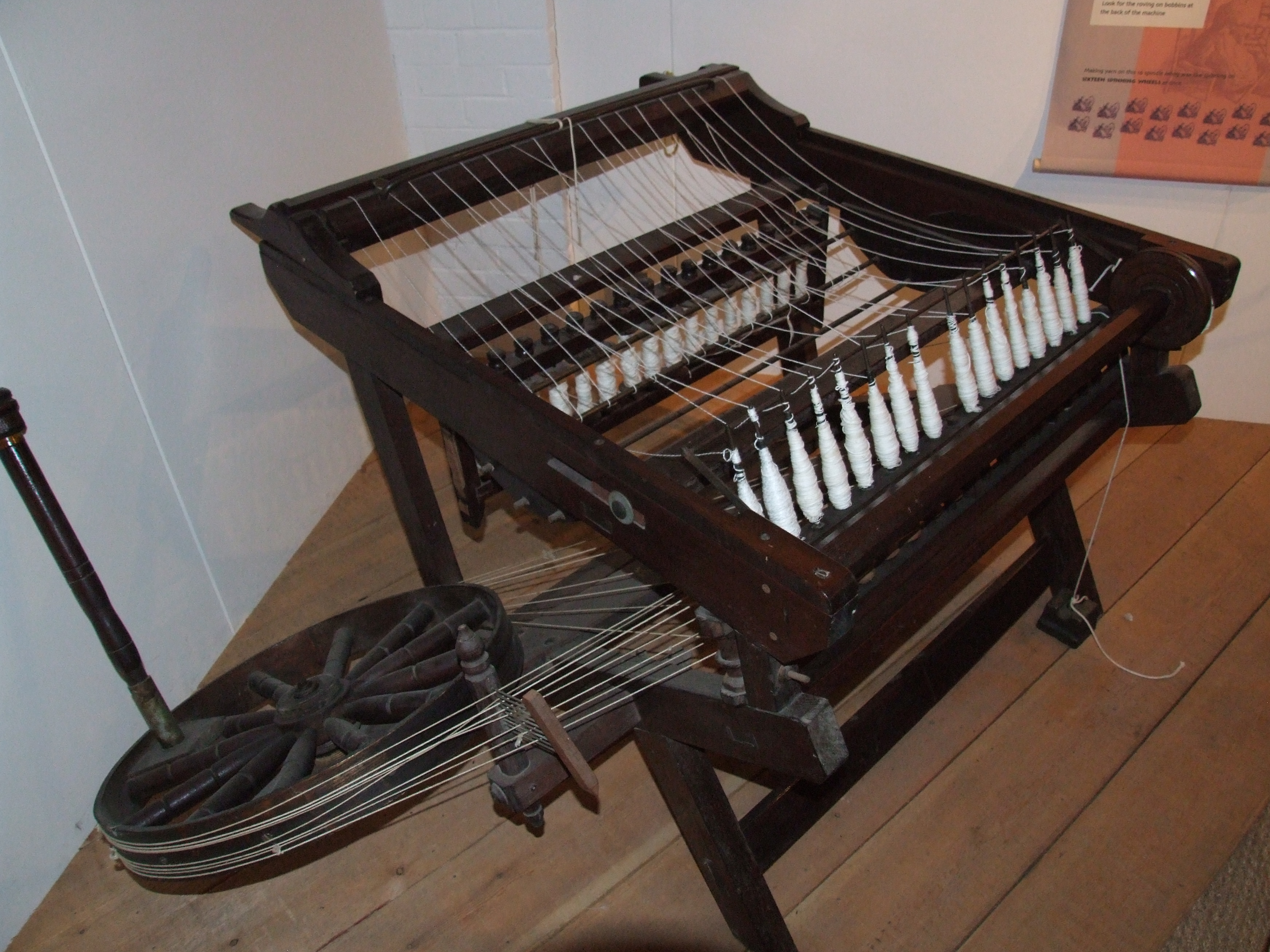
Spinning Jenny

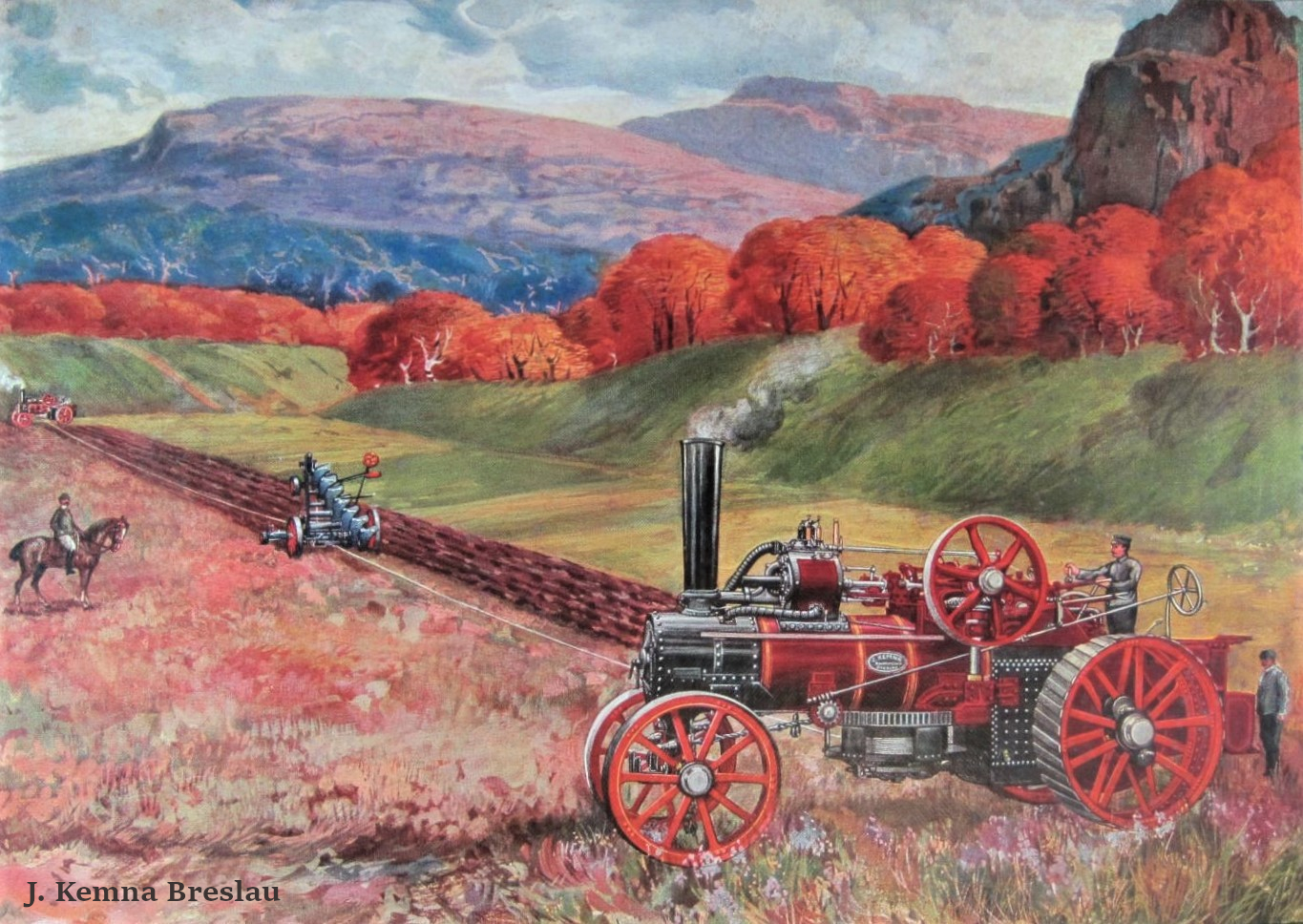
Besonders die Erfindung von Dampfmaschinen (hier eine Kemna Lokomotive und ein von Ihr gezogener Dampfpflug) erleichterte die Arbeit auf dem Feld.

Um 1764 wurde die Spinning Jenny vom englischen Weber James Hargreaves in England eingeführt. Gegenüber den bisherigen Spinnrädern ermöglichte sie erhebliche Produktionssteigerungen. Die Spinning Jenny konnte sowohl durch menschliche Muskelkraft wie auch vollständig mechanisiert betrieben werden, was ihre schnelle Verbreitung erleichterte. Sie setzte höhere Anforderungen an das Können der Bedienerinnen. Die Einführung der Spinning Jenny kostete Hunderttausende von Arbeitsplätzen, stieß aber auf vergleichsweise wenig Widerstand. Dies lag einerseits an der Rolle der Spinnerei als technologischem Flaschenhals. Sowohl beim Rohmaterial Baumwolle wie bei den nachgeordnetem Verweben war die Produktivität bereits höher. Zum anderen richteten sich Maschinenstürmer, militante wie politische und rechtliche Proteste weniger gegen Maschinen, die – wie die Jenny – vor allem weibliche Arbeitskräfte ersetzten. So wurden mechanische Dreschmaschinen massiv bekämpft. Auch die 1769 erfundenen mechanisierten Waterframes riefen Widerstand der organisierten Handwerker hervor. Sie eigneten sich zur Massenfertigung mit Hilfe von ungelernten Hilfskräften. Die Kombination der Jenny mit der Waterframe in Form der vollmechanisierten Spinning Mule war nun wieder auf hochqualifiziertes Personal angewiesen. Anfang des 19. Jahrhunderts wurde mit dem Selfaktor Richard Roberts eine selbsttätig gesteuerten Spinnmaschine eingeführt, die bei der Wartung und Einrichtung Fachkräfte benötigte.
Großbritannien als Vorreiter der Industrialisierung hatte aus ökonomischen wie religiösen Gründen ab 1808 eine Vorreiterrolle im Kampf gegen die Sklaverei eingenommen. Fortschritte in der Landwirtschaft wie das britische Kolonialreich ermöglichten die Herausbildung einer Oberschicht, die bereits vor der Erfindung der Eisenbahn etwa über Pferdekutschlinien gut und aufwendig vernetzt war. Das englische Bürgertum insgesamt wandte sich zunehmend gegen den übertriebenen oder quälerischen Einsatz von Tieren. Mit weiteren Ansätzen zur Mechanisierung beschäftigte man sich zunächst als Hobby horse. Die entsprechenden Unternehmungen wie die Model Farms, frühe private landwirtschaftliche Versuchsgüter, ermöglichten aber weitere Fortschritte in der Mechanisierung der Landwirtschaft wie der landwirtschaftlichen Produktivität insgesamt. Die entsprechenden Infrastrukturen selbst wurde mit dem Ersatz der Pferde durch mechanische Antriebe dann breiteren Schichten zugänglich. Im städtischen Umfeld gaben die ursprünglichen Pferdestraßenbahnen eine schienengeführte Transportinfrastruktur vor, die mit dem Elektromotor und dem Übergang zur Straßenbahn weiter entwickelt wurde.

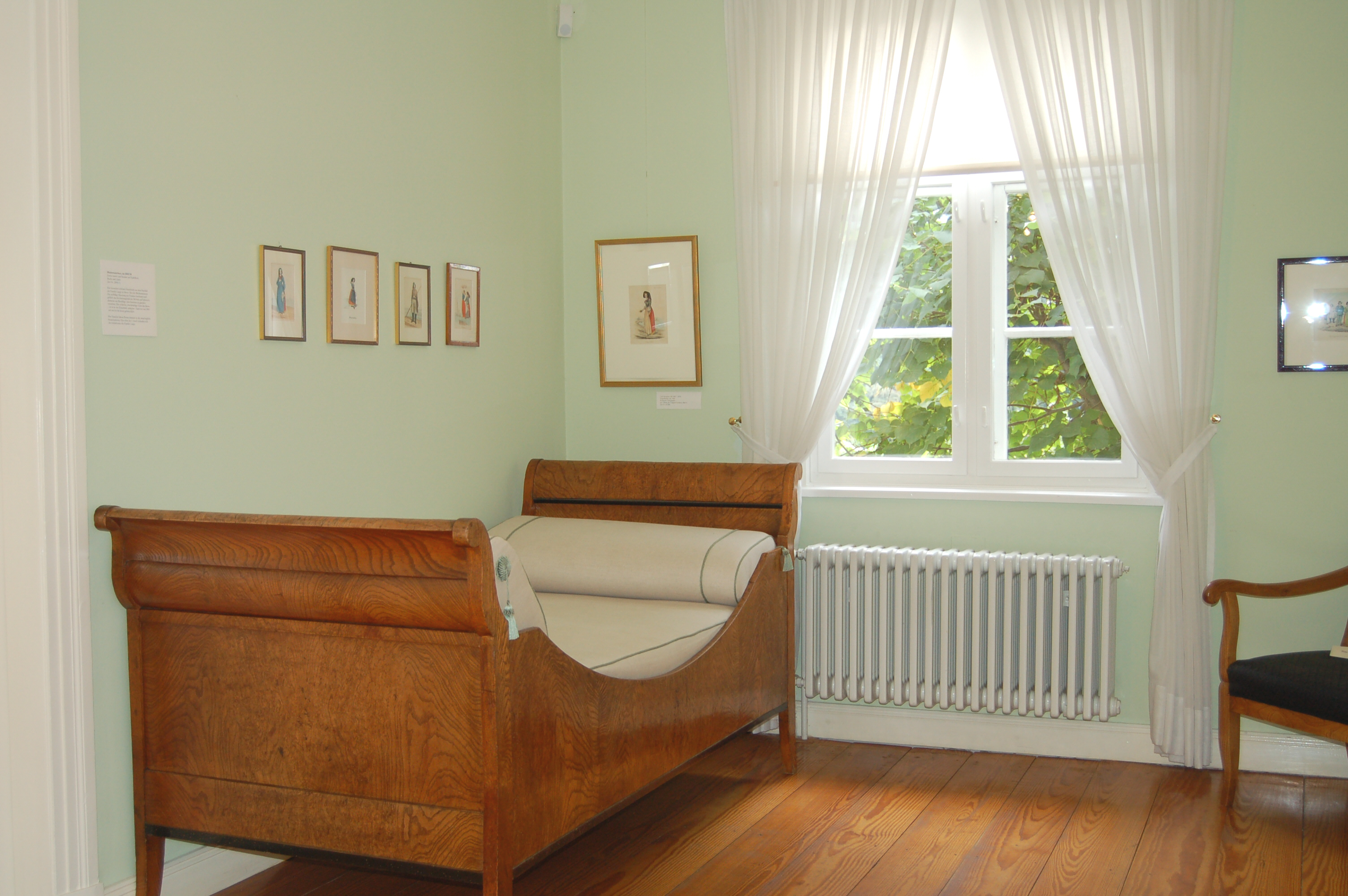
Schlittenbett des Biedermeier mit großen glatten furnierten Oberflächen

## Übertragene Verwendung

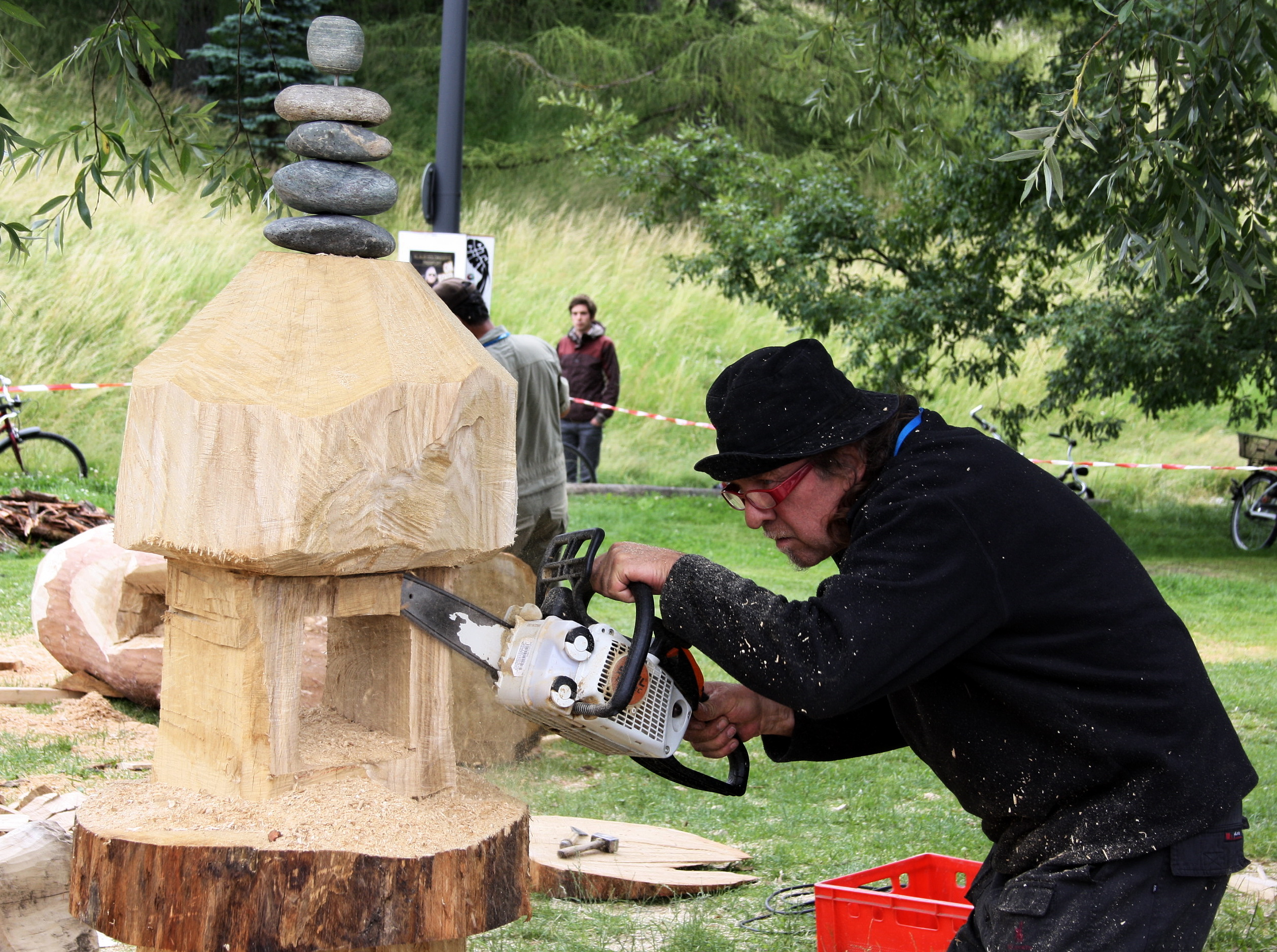
Ludwig Frank bearbeitet das Kunstwerk 'Große Welle' mit einer mobilen Kettensäge. München 2011

Von Mechanisierung wird im übertragenen Sinne gesprochen, wenn ursprünglich von Handarbeit bestimmte Arbeitsbereiche zunehmend durch technische Hilfsmittel dominiert werden.
Die Mechanisierung im Handwerk und bei der Herstellung von Luxus- und Konsumgütern, Textilien und Schmuck ging zunächst größeren industriellen Anwendungen voraus. Im Biedermeier führte die Vorliebe für glatte Oberflächen zu einer Mechanisierung der Möbelherstellung. In der Industriellen Revolution wurde nun die Dampfmaschine als weiterer Antrieb genutzt. Damit wurden nicht nur vorhandene Arbeitsgänge mechanisiert. Ganze Technologiebereiche, wie die industrielle Stahlerzeugung (vgl. Puddelverfahren) in der Montanindustrie wurden so erst in größerem Maßstab möglich. Die zugehörige Materialbearbeitung wurde mit Werkzeugmaschinen deutlich vereinfacht. Die gesamte Antriebskraft der entsprechenden Maschinen umfasste noch im frühen 19. Jahrhundert in Preußen und Sachsen insgesamt nur wenige Tausend PS an wenigen Stellen.
Später wurden die Dampfmaschinen durch Diesel- und Ottomotoren oder Elektromotoren ergänzt, ersetzt und der Maschinenpark insgesamt erweitert. Eine Mechanisierung von weiteren ursprünglich von Handarbeit bestimmten Arbeitsbereichen, etwa bei mobilen Anwendungen, setzte kleinere und kompakte und selbst (dann unmerklich) gesteuerte Energiequellen und Motoren voraus. Ein Beispiel sind die bereits im frühen 19. Jahrhundert aufkommenden Nähmaschinen. Über die Herstellung einer einzelnen Naht durch einen mechanischen Prozess hinaus wurden die Textilherstellung wie das Schneiderhandwerk, durchgehend verändert und mechanisiert. Mit der komplexeren Pelznähmaschine nach 1872 betraf dies auch die Pelzbearbeitung und Kürschnerei. Die industriell ermöglichte Verbreitung dieser Hilfsmittel machte dann wiederum handwerkliche Kleinbetriebe wie entsprechende Heimarbeit erneut konkurrenzfähig. Ebenso fanden die ursprünglich für Flugzeuge in Kunstflug verwendeten Membranvergaser in der Landmaschinentechnik und bei den damit beweglicheren Kettensägen nach den 1950er Jahren breite Anwendung. Sie ermöglichten dann eine Mechanisierung der Forstwirtschaft.

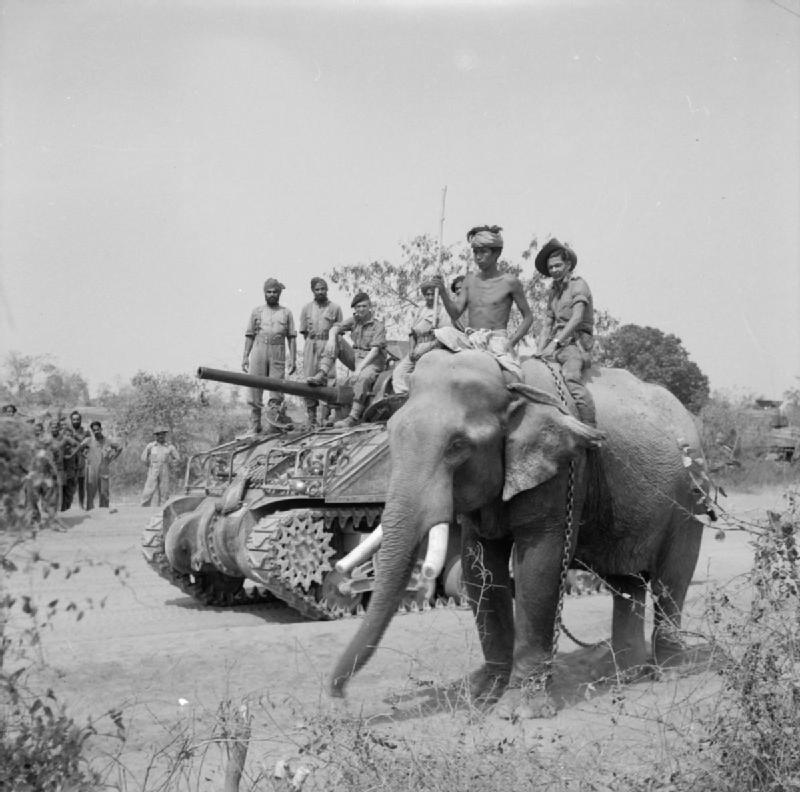
Ein Panzer einer ehemaligen Kavalleriebrigade (9th Royal Deccan Horse) trifft 1945 in Birma auf einen Arbeitselelefanten und dessen Besatzung.

### Mechanisierung des Militärs
Der übertragene Gebrauch spielt ebenso bei der Ausstattung von Soldaten und Truppenteilen mit Kraftfahrzeugen und mechanischen Hilfsmitteln eine Rolle.
Ausdrücke wie mechanisierte Infanterie oder Motschützen drücken eine Ausstattung mit Fahrzeugen aus. Von motorisiert oder mechanisiert wird gesprochen, je nachdem, ob nun der eigentliche Kampf auch abgesessen oder mit dem Fahrzeug geführt wird. Die Unterscheidung war schon bei der früheren Kavallerie üblich, wo etwa mit Kürassieren, Ulanen und Husaren unterschiedliche Einsatzformen von Waffen und Pferden bezeichnet wurden. Die Bezeichnung Dragoner bezeichnete nun Reiter, die vor allem abgesessen kämpften, scherzhaft halb Mensch, halb Vieh, aufs Pferd gesetzte Infanterie.

## Mechanisierungsgrad
Als Mechanisierungsgrad werden zeitliche Entwicklungsstufen bezeichnet, die in der Industrie durch technischen Fortschritt zu ständig vergrößerter oder verbesserter Mechanisierung führen. Paul Riebel beschrieb bereits 1963 folgende Mechanisierungsstufen:
- Reine Handarbeit (etwa Pflücker);
- von Werkzeugen unterstützte Handarbeit („Werkzeugarbeit“; Klempner);
- mit Muskelkraft durch Muskelarbeit angetriebene, manuell gesteuerte Maschinen (Blasebalg);
- motorisierte, manuell gesteuerte Maschinen oder Werkzeuge (Fräser, Zerspanungsmechaniker);
- motorisierte Maschinen mit selbsttätiger Steuerung einzelner Funktionen (Halbautomatik);
- motorisierte Maschinen mit selbsttätiger Steuerung aller Funktionen (Vollautomatik);
- selbständig gesteuerte, mechanisch integrierte Systeme (etwa Fließband, Transferstraße).

Die Handarbeit bei Vollautomation beschränkt sich auf die Steuerungstechnik. In Industriestaaten haben sich während der Industrialisierung die Anteile zu Gunsten der Automation und Mechanisierung verschoben; in der Dritten Welt ist dagegen der Anteil der Handarbeit und Muskelkraft – insbesondere in der Agrarproduktion – noch sehr hoch.
Der Mechanisierungsgrad ist eine wichtige Kosteneinflussgröße.